# Октябрины

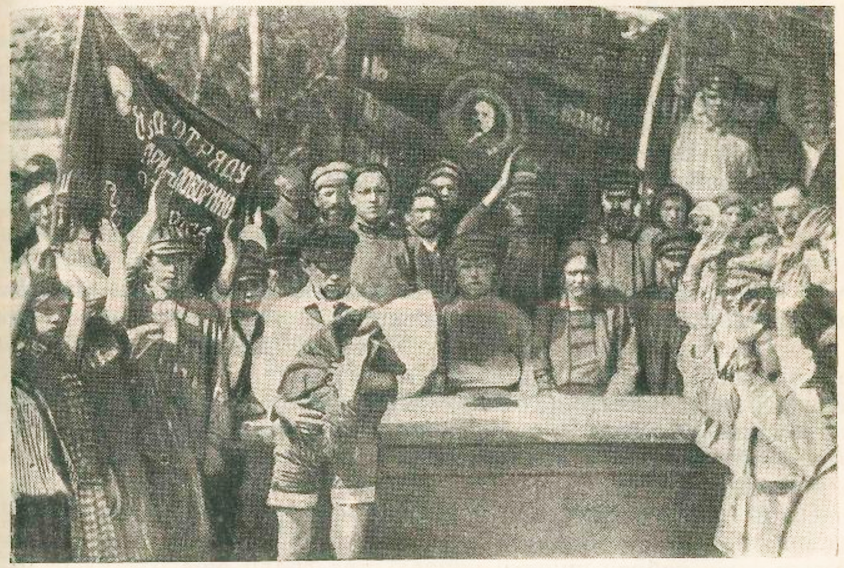
Октябрины в селе

Октябри́ны (звезди́ны, красные крестины, звёздочки, октябрение) — советский обряд (или революционный обычай); альтернативная крести́нам практика торжественного наречения имени новорождённому.
Обряд возник как элемент так называемой «красной обрядности» на первом этапе формирования системы советских обрядов и просуществовал сравнительно недолгое время.

## Возникновение обряда
Обряд октябрин возник на первом этапе формирования советской обрядности, в период создания «красных» обрядов.

### Обстоятельства появления советской обрядности

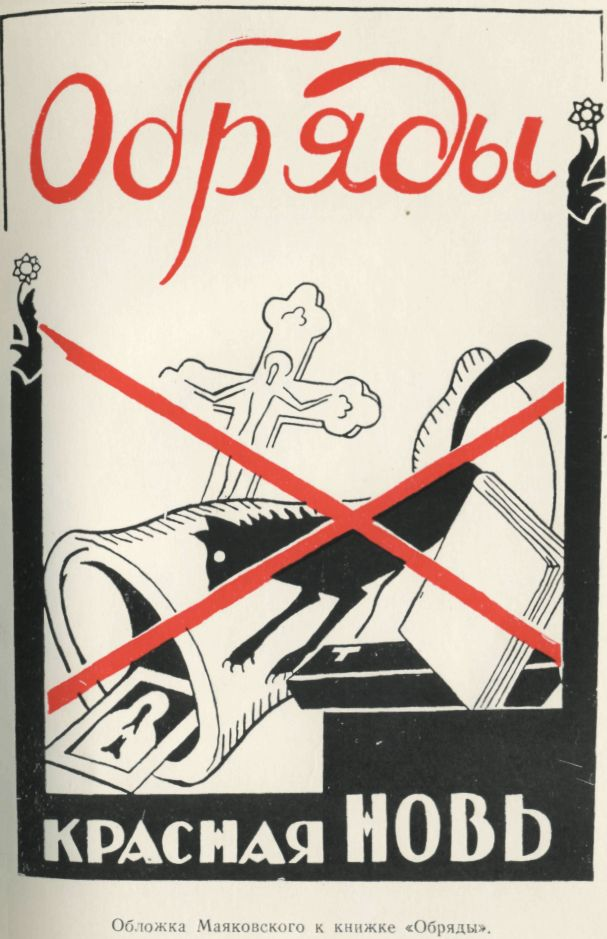
В. В. Маяковский, «Обряды», обложка книги.

В первые годы после революции появилась идея создания особой безрелигиозной коммунистической обрядности, процесс возникновения которой в значительной мере носил стихийный характер. Несмотря на это, основные сценарии «красных» обрядов были разработаны вскоре после окончания Гражданской войны.
«Красная обрядность» была попыткой советской власти заменить традиционные религиозные обряды новыми гражданскими, искоренить религиозные обряды и традиции за счёт вытеснения их советскими обрядами в рамках активной борьбы с церковью. Новые обряды («красные свадьбы», «красные крестины», «красные похороны») имели ярко выраженный атеистический характер. Хотя и названия новых обрядов («красная свадьба» и др.) стояли в одном ряду с названиями старых, и прежняя форма (структура) того или иного обряда сохранялась, смысловое наполнение их было противоположным, несмотря на внешнюю имитацию «устаревших» традиций.
Становление в 1920-х годах советских праздников, обрядов и обычаев в советское время связывали с именами В. И. Ленина, Н. К. Крупской, А. В. Луначарского, Ем. Ярославского, П. А. Красикова, И. И. Скворцова-Степанова.
Появление советской обрядности сопровождалось дискуссией о том, как в новом коммунистическом обществе должны сопровождаться рождение, смерть и другие важнейшие события человеческоё жизни. Единого, чёткого мнения на этот счёт не было. Горячими сторонниками новой обрядности были Троцкий и Вересаев, в то время как ранее упомянутому Емельяну Ярославскому, председателю Союза воинствующих безбожников, были свойственны более умеренные взгляды на этот вопрос.

### Время появления
История обряда, судя по всему, начинается с 1923 года, когда был зафиксирован один из первых случаев красных крестин, или октябрин, в Серове.
На этот же год приходится сообщение из Курска о первых «рабочих октябринах», состоявшихся 19 января в Клубе пищевиков при участии фабрично-заводского комитета Курской государственной табачной фабрики. Чуть позже, 9 февраля, в Дмитриевском рабочем дворце состоялись «комсомольские октябрины» дочери служащего почтово-телеграфной конторы Владимира Кузнецова, которую нарекли Розой — в память Розы Люксембург. 15 марта в селе Новый Кривец Михельпольской волости Тимского уезда Курской губернии состоялись октябрины сына некоего Марка Кулешина. Все описанные события происходили при большом стечении народа.
Октябрины в 1923 году широко внедрялись по всей стране.
В статьях уже упомянутого выше Л. Д. Троцкого за 1923—1924 годы имянаречение фигурирует несколько раз. В частности, статья из «Правды» от 14 июля 1923 г. содержит упоминание о том, что рождение ребёнка иногда сопровождается «полушутливой обрядностью, „осмотром“ младенца при участии фабзавкома», однако никакого особого названия этому действию не даётся, но в последующих публикациях уже присутствуют наименования октябрины и звездины.

## Описание обряда

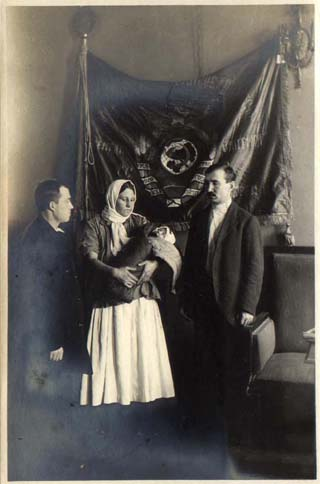
Октябрины в 1927

Итак, традиционным крестинам были противопоставлены красные крестины, посвящение новорождённого
Христу сменилось на посвящение делу Октябрьской революции (что дало наименования октябрины, красные октябрины, октябрение), крест был заменён пятиконечной звездой (дало наименования звёздочки, звезди́ны), откуда видно, что при всех вариантах именования рассматриваемого обряда (отличающихся от источника к источнику) сохраняется противопоставление старой и новой обрядности.

### Место действия
Место действия выбиралось по признаку значимости для данного сообщества: это мог быть красный уголок клуба, местком, деревенская кузница и т. д. Наречение имени могло проходить в рамках общественного мероприятия.

### Сценарии действия
Сценарии проведения «красных крестин», «красных свадеб» и «красных похорон», созданные вскоре после окончания Гражданской войны, должны были не просто
заменить старую обрядность, но и дискредитировать её.
Руководил проведением обряда специалист, обладающий соответствующей идеологической подготовкой, в качестве которого мог выступать председатель сельсовета, клуба, работник ЗАГСа. В обряде обычно также принимали участие представители районного комитета РКП(б), районного комитета РЛКСМ, женотдела, руководители партийных и комсомольских ячеек. Нового гражданина, прошедшего обряд красных крестин (октябрин, звездин), поздравляли представители различных профессий. Возможные сценарии проведения обряда достаточно разнообразны.
В сохранившейся до наших дней «инструкции» («сценарии») Тихвинского уездного комитета РЛКСМ по организации обряда (или, на языке самого документа, «праздника гражданства») содержится следующее описание события:
- оно «происходит на собрании заводского комитета, коллектива или клуба»;
- его начинает процессия родителей с ребёнком, сопровождаемая знаменем коллектива или завкома;
- в шествии участвуют представители местной организации комсомола и юных пионеров с большими красными звёздами;
- председатель произносит краткую торжественную речь о «смычке трудящихся во всём мире», а затем принимает в свои руки ребёнка и «от лица трудящихся Союза Советских республик» нарекает ему имя, желает младенцу «быть честным и верным сыном трудового народа»;
- затем ребёнка одевают в красную ткань и передают родителям;
- родители обещают воспитать его «в преданности делу трудящихся во всём мире»;
- все присутствующие исполняют революционную песню;
- представители местной комсомольской организации поздравляют нового гражданина, среди вручаемых ему подарков — билет члена РКСМ;
- церемонию венчает общее пение «Интернационала».

Совершенно очевидно, что между церковным обрядом крещения и новыми «красными крестинами» много общего: священника сменил председатель коллектива, купель и крест сменились звездой, церковные песнопения — революционными песнями, белая крестильная рубашка — красной тканью.
Автор приведённой выше «инструкции» подчёркивал, что нет необходимости жёстко фиксировать порядок проведения действия, так как «быт пролетарской революции подвижен, чуждается фетишей и не нуждается в них».

### Принятие в комсомол (профсоюз)
Приведённая подробность о вручении новорождённому билета члена РКСМ (комсомольского билета) в наши дни кажется анекдотичной, однако сведения о приёме младенцев в комсомол (а заодно и в профсоюз) встречаются и в иных описаниях обряда. В частности, одна из местных газет Екатеринославской губернии (нынешней Днепропетровской области Украины) в статье «Первые октябрины на сахзаводе» так описывала новое явление:

29 января 1924 года рабочий клуб Знаменского сахарного завода был битком набит рабочими. Необычайное на заводе событие — октябрины. Ребёнок переходит на руки секретарю комсомола, который заявляет, что с 14 лет маленький товарищ зачисляется членом комсомола сахзавода, где получит воспитание для вступления в ряды Компартии. Далее предзавком сахарников обещает учить девочку, когда она подрастёт, как строится пролетарское государство, как оно управляется, и тут же предлагает считать её членом союза сахарников. Как новому члену профорганизации, завком тут же выдаёт новорождённой членскую карточку с 14-летним отпуском.
О немедленном приёме в комсомол новорождённого сообщалось в уже упомянутом выше сообщении о октябринах, состоявшихся в одном из сёл Курской губернии. Известен факт записи новорождённых кандидатами в комсомол сроком на 14 лет на Лысьвенском заводе (Урал).

### Подарки
Подарки новорождённому могли не сводиться к упомянутому выше комсомольскому билету.
В качестве подарков могли вручать, например, марксистскую литературу (как правило, произведения Ленина, его речь на III съезде комсомола).
В некоторых сообщениях говорится о подарках, невиданных по щедрости для тех полуголодных времён. Например, в Екатеринославской губернии на заводе имени Карла Маркса виновникам торжества подарили одеяла и несколько аршинов ткани, а чадо некоего товарища Линецкого, члена губобъединения инвалидов, получило в подарок материю для белья, ватное одеяло и даже «художественной работы торт, изображающий земной шар с разными символическими украшениями».

## Дальнейшая история
За эффективностью внедрения новой обрядности осуществлялся определённый контроль. Соответствующие пункты содержали «Программы обследования деревни (села)». В частности, в «Программе обследования», разосланной ЦК РКП(б) по Сибири в 1924 году, содержались вопросы: «имелись ли случаи гражданских похорон, октябрин, не было ли случая отказа от церковного брака». В «Программе обследования» 1926 года также имелись пункты, касающиеся старой и новой обрядности.
Мнения об итогах кампании по внедрению «красной обрядности» разнятся: согласно одному исследователю, кампания  «определённый успех, в особенности в городской среде», в другой же работе говорится, что новая обрядность не получила «широкого распространения даже в городской среде, а в деревне была настоящей редкостью».
Обряд просуществовал сравнительно недолгое время, однако во времена Хрущёва благодаря развернувшейся с 1958 года антирелигиозной кампании вновь возник интерес к обрядотворчеству. Эта тема получила отражение в публикациях 1960-х годов, а на рубеже 1970-х и 1980-х увидело свет немалое число литературы, посвящённой социалистической обрядности.

## В искусстве
- Октябринам посвящена одноимённая картина художника Александра Бубнова («Октябрины», 1936, Ульяновский художественный музей).
- Фильм «Собачье сердце», экранизация одноимённой повести М. А. Булгакова, изображает обряд, схожий с октябринами[источник не указан 1585 дней].